# 马加鲁夫
马加鲁夫（Magaluf；/mæɡəˈluːf/, 加泰隆尼亞語：[məɣəˈluf], 西班牙語：[maɣaˈluf]）是西班牙巴利阿里群岛马略卡岛上的度假胜地，主要接待来自英国、俄罗斯、爱尔兰、德国和斯堪的纳维亚的旅行团。马加鲁夫在行政上隶属于卡尔维亚镇 ，并包括一组旅游村镇，其中主要是托雷诺瓦（Torrenova）和新帕尔马（Palma Nova）。马加鲁夫与马略卡岛的主要机场——马略卡岛帕尔马机场相距24公里。
马加鲁夫和新帕尔马是卡尔维亚镇上最大的两个度假村开发项目，位于岛屿西南海岸，巨大的帕尔马湾西端，距离帕尔马和国际机场15公里。这里除了白色沙滩，还有很多酒吧和夜总会。
度假地吸引年轻夫妇和家庭（主要是英国人），旺季是每年7月和8月。在冬季（11月至3月），马加鲁夫的人口主要是当地居民，大多数度假村和接待旅行团的酒店都关门了。新帕尔马位于马加鲁夫北部，距离马加鲁夫中心大约5分钟车程。